# Nvidia GTC
Nvidia GTC (GPU Technology Conference) és una conferència global d'intel·ligència artificial (IA) per a desenvolupadors que reuneix desenvolupadors, enginyers, investigadors, inventors i professionals de TI. Els temes se centren en IA, gràfics per ordinador, ciència de dades, aprenentatge automàtic i màquines autònomes. Cada conferència comença amb una ponència del CEO i fundador de Nvidia , Jensen Huang, seguida d'una varietat de sessions i xerrades amb experts d'arreu del món.
Es va originar el 2009 a San Jose, Califòrnia, amb un enfocament inicial en el potencial per resoldre els reptes informàtics mitjançant les GPU. En els darrers anys, el focus de la conferència s'ha desplaçat a diverses aplicacions d'intel·ligència artificial i aprenentatge profund, com ara: cotxes autònoms, assistència sanitària, informàtica d'alt rendiment, visualització professional i formació de l'Institut d'aprenentatge profund de Nvidia (DLI).

## Història
El GTC 2018 va atreure més de 8.400 assistents. A causa de la pandèmia de COVID del 2020, el GTC 2020 es va convertir en un esdeveniment digital i va atraure aproximadament 59.000 inscrits. La presentació del GTC de 2021, que es va emetre a YouTube el 12 d'abril, incloïa una part que es va fer amb CGI mitjançant la plataforma de representació en temps real Nvidia Omniverse. A causa del fotorrealisme de l'esdeveniment, inclòs un model del CEO Jensen Huang, els mitjans de comunicació van informar que no van poder discernir que una part de la conferència principal era CGI fins que es va revelar més tard en una publicació al bloc l'11 d'agost.
| Any  | Dates              | Lloc                                     | Anuncis |
| ---- | ------------------ | ---------------------------------------- | --- |
| 2009 | Set 30–Oct 2       | San Jose, CA                             | Microarquitectura Fermi; Potser la primera conferència magistral en 3D; demostració de simulació corporal de doble precisió                                         |
| 2010 | Set 20–23          | San Jose Convention Center, San Jose, CA | DX11 Tessellation; Iray on 3DSMax; CUDA x86; Matlab CUDA Accelerated Parallel Computing Toolbox; CUDA roadmap revealed through Maxwell; Quadro graphics cards       |
| 2011 | Des 14–15          | La Xina                                  | CUDA |
| 2012 | Mai 14–17          | San Jose                                 | Kepler microarchitecture; GeForce Grid (GeForce Now) |
| 2013 | Mar 18–21          | San Jose                                 | Face Works for facial animation |
| 2014 | Mar 25             | San Jose                                 | NVLink; Pascal microarchitecture; Tegra mobile; Audi |
| 2015 | Mar 17–20          | San Jose                                 | Nvidia Drive; Titan X; Voice recognition |
| 2016 | Abr 4–8; Set 28–29 | San Jose; Amsterdam                      | Pascal microarquitectura nova versió; DGX-1; Nvidia Drive PX2; iRay;                                                                                                |
| 2017 | Mai 8–11           | San Jose; Europa; Israel; Japan          | Volta Supercomputer; ISAAC Robot Simulator |
| 2018 | Mar 26–29          | San Jose; Europe; Israel; Japó           | Clara for healthcare i biomedical research; ARM partnership announce per IoT; RAPIDS Demo                                                                           |
| 2019 | Mar 17–21          | San Jose; Europa; Israel; Japó           | GauGAN per animation; Orin auto AI processor; Self-driving car partnership amb Toyota; CUDA-X AI acceleration libraries adopted by PayPal, SAS, Walmart i Microsoft |
| 2020 | Oct 5–9            | Digital                                  | AI Supercomputer per Biomedical Research; Ampere GPUs for visual computing; A100; Artificial Intelligence for Edge i Cloud; ISAAC Demo                              |
| 2021 | Abr 12–16          | Digital                                  | Grace; BMW Virtual Factory; Omniverse Enterprise; SDK per quantum simulations; DGX SuperPOD; Nvidia BlueField 3 DPU                                                 |
| 2022 | Mar 21–24          | Digital                                  | Hopper architecture, H100 GPU, Jetson AGX Orin |
| 2024 | Mar 18–21          | San Jose                                 | Arquitectura de Blackwell |